# Гросхойбах
Гросхойбах (нем. Großheubach) — ярмарочная община в Германии, в земле Бавария. 
Подчиняется административному округу Нижняя Франкония. Входит в состав района Мильтенберг.  Население составляет 5028 человек (на 31 декабря 2010 года). Занимает площадь 19,00 км².
Ярмарочная община подразделяется на 2 сельских округа.

## Население
По оценке на 31 декабря 2015 года население общины Гросхойбах составляет 5114 чел. 

| Дата      | 1840 | 1871 | 1900 | 1925 | 1939 | 1950 | 1961 | 1970 | 1987 | 2011 |
| --------- | ---- | ---- | ---- | ---- | ---- | ---- | ---- | ---- | ---- | ---- |
| Население | 1903 | 1839 | 2160 | 2118 | 2338 | 3051 | 3445 | 4335 | 4596 | 5077 |

| Год       | 1960 | 1970 | 1980 | 1990 | 2000 | 2009 | 2010 | 2011 | 2012 | 2013 | 2014 | 2015 |
| --------- | ---- | ---- | ---- | ---- | ---- | ---- | ---- | ---- | ---- | ---- | ---- | ---- |
| Население | 3449 | 4401 | 4495 | 4800 | 5164 | 5077 | 5028 | 5085 | 5094 | 5139 | 5139 | 5114 |